# Johan Stefan van Kalkar

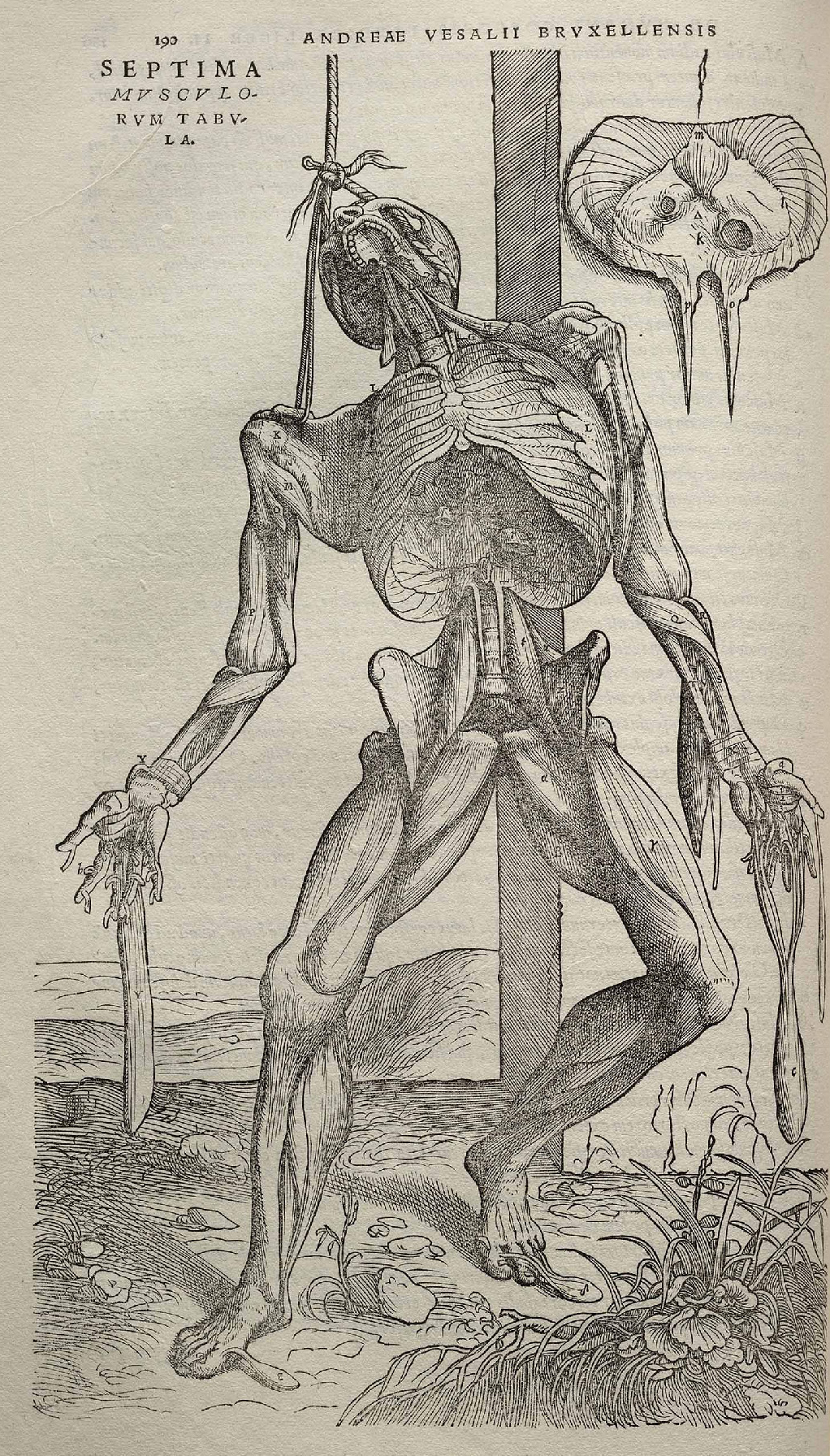
Illustratie uit De humani corporis fabrica libri septem

Johan Stefan van Kalkar (meestal kortweg Jan van Kalkar of Jan van Calcar, maar ook Johan Stephan von Calcker of Giovanni da Calcar genoemd) (Kalkar, circa 1499 - Napels, 1545) was een Italiaans kunstschilder.

## Leven en werk
Van Kalkar was een in het district Kleef geboren Renaissance kunstschilder, die vrijwel zijn gehele leven in Italië werkte, onder andere in Venetië. Stefan kan ook staan voor Stevenszoon. Hij signeerde een van zijn werken met Stephanus Calcarius. 
Kalkar was een leerling van Titiaan en werd volleerd door ook Raphael te bestuderen. Hij imiteerde deze meesters zo nauwgezet dat hij de meeste critici kon misleiden.
De houtsneden in het beroemde anatomische werk van Andreas Vesalius, De humani corporis fabrica libri septem, worden aan Kalkar toegschreven. 